# Zlata plaža (TV-serija)
Zlata plaža (izvirno The Strip) je avstralska drama, ki jo je Nine Network predvajal med 4. septembrom 2008 in 4. decembrom 2008.
Zlata plaža je središče Gold Coast, čara in blišča bogataškega življenja, ki ga naseljujejo lepotice, bogataši, obupanci in seveda trume kriminalcev, ki bi se ga radi tako ali drugače polastili. Nad njo pa bdi elitna policijska enota z inšpektorjem Maxsom Nelsonom na čelu.

## Sezone
| Sezone   | Epizode | Prvič predvajano na Nine Network     | Prvič predvajano na TV3         |
| -------- | ------- | ------------------------------------ | ------------------------------- |
| 1.sezona | 13      | 4. september 2008 - 4. december 2008 | 6. julij 2009 - 3. oktober 2009 |

## Glavni igralci
- Aaron Jeffery - detektiv Jack Cross
- Simone McAullay - medicinska preiskovalka Jessica McCay
- Vanessa Gray - detektivka Frances "Frankie" Tully
- Bob Morley - mladi detektiv Tony Moretti
- Frankie J. Holden - inšpektor Max Nelson

## Nagrade in priznanja
/